# Josef Januštík
Josef Januštík (16. září 1880 Spytihněv – 8. března 1963 Praha) byl vládním radou, okresním hejtmanem v Uherském Hradišti (v úřadu byl zaměstnán od roku 1914, do funkce hejtmana povýšen v r. 1919 a setrval v ní do r. 1935) a následně prvním hejtmanem nově vzniklého zlínského okresu (1935–1942).

## Rodina
Dr. Josef Januštík se narodil do učitelské rodiny Josefa a Julie Januštíkových. 7. září 1920 se oženil s Marií Hořicovou (rozvedenou Klossovou), matkou oscarového režiséra Elmara Klose. Manželství zůstalo bezdětné.

## Profesní život

### Vzdělání
Po maturitě na Českém státním gymnáziu v Uherském Hradišti absolvoval Josef Januštík právnická studia na německé univerzitě ve Vídni, která jej připravila na úřednickou dráhu.

### Kariéra
První praxi získal Josef Januštík na brněnském místodržitelství, kde nastoupil 26. února 1906 na pozici místodržitelského konceptního praktikanta. Ve stejné funkci byl k 13. května 1908 přeložen na úřad v Uherském Hradišti. Období mezi lety 1909–1914 strávil opět v brněnském úřadě. 27. června 1914 byl s titulem úřadující definitivní komisař zpět poslán do Uherského Hradiště, kde se posléze stal správcem okresního úřadu. Své pracovní schopnosti osvědčil zejména v průběhu první světové války, během které Uherské Hradiště sloužilo jako karanténní uzel pro utečence a válečné raněné. Za ukázkové zvládnutí situace byl Josef Januštík odměněn Válečným křížem Za občanské zásluhy 2. třídy. (Hospodářskou ředitelkou a klíčovou osobou provizorního lazaretu byla tehdy budoucí manželka Josefa Januštíka, Marie Klossová – rozená Hořicová.) Druhou výraznou zkouškou pro hejtmanství se stal následný boj s vysokou nezaměstnaností. V roce 1925 byl Josef Januštík jmenován vládním radou.
26. září 1935 vyzvalo Presidium zemského úřadu v Brně Josefa Januštíka, aby převzal vedení nově vzniklého okresního úřadu ve Zlíně, a to k 1. říjnu 1935, kdy úřad zahájil svoji činnost. Josef Januštík se proto přestěhoval do Zlína, kde dostal k užívání nově postavený dům, dnešní Zikmundovu vilu.
12. června 1942 byl Josef Januštík z funkce zlínského hejtmana ze dne na den odvolán a nahradil jej SS Untersturmführer dr. Walther Blumenberg.

## Období po 2. světové válce
Po nástupu komunistické strany se Josef Januštík i se svou ženou Marií stali pro nový režim nepohodlnými a v r. 1953 museli Zlín opustit. Přestěhovali se do malého bytu v Sobědruzích. Josefu Januštíkovi byl zamítnut nárok na důchod. Až po sérii odvolání a soudů mu úřady v r. 1954 přiznali rentu 350 Kč měsíčně s příplatkem 100 Kč na manželku. Tyto okolnosti se mimo jiné podepsaly i na zhoršujícím se zdravotním stavu Josefa Januštíka. Zemřel 8. března 1963. Pohřben je i se svou manželkou v rodinné hrobce na vyšehradském Slavíně.